# Municipio de Bacoachi
El Municipio de Bacoachi es uno de los 72 municipios que constituyen el estado mexicano de Sonora. Se encuentra localizado al norte del estado cercano a la zona de la Sierra Madre Occidental. Su cabecera municipal y localidad más poblada es el pueblo homónimo de Bacoachi, mientras que otras localidades importantes son Unámichi y La Janota. Fue decretado como municipio independiente en 1813 al mismo tiempo que otro gran número de municipios más, en la primera división política del Estado de Occidente (Lo que en la actualidad es Sonora y Sinaloa).
Según el Censo de Población y Vivienda realizado en 2020 por el Instituto Nacional de Estadística y Geografía (INEGI), el municipio tiene un total de 1,475 habitantes y posee una superficie de 1231.69 km². Su producto interno bruto per cápita es de USD 11,027 y su índice de desarrollo humano (IDH) es de 0.8463. Como a la mayoría de los municipios de Sonora, el nombre se le dio por su cabecera municipal.

## Historia como municipio
El territorio actual del municipio estaba originalmente habitado por tribus de ópatas teguimas, que bautizaron su población con el nombre de "Cuchibaciachi". Con la llegada de los españoles para colonizar esta zona de la sierra, llegó el capitán Simón Lazo de la Vega en 1649 a explorar este lugar, donde él mismo fundó aquí una villa española, la cual era la primera en ser fundada con esa categoría.
Fue elegido como municipio en el año de 1813 cuando ocurrió la primera división política del Estado de Occidente, mediante la constitución española del Cádiz la cual mandaba en su artículo 110° que toda aquella población con más de mil habitantes deberían contar con la infraestructura de un gobierno municipal.
Un año después en 1814, fueron suprimidos por el rey Fernando VII varios de esos primeros municipios decretados y entre ellos el municipio de Bacoachi. Después vinieron dos constituciones más, una en 1820 y otra local en 1825 en las cuales en ambas se establecían que se nombrara municipios a aquellas comunidades con más de 3 mil habitantes, por lo cual Bacoachi recuperó su municipalidad.
Luego, en 1831, una nueva constitución aprobó la división política en partidos y todo lo que en 1813 había sido el municipio de Bacoachi pasó a formar parte del Partido de Arizpe, en 1848 una nueva constitución ratificó la división sobre la base de distritos sólo para la administración interior de cada partido (es decir; sin disolver los partidos ya decretados), y entonces Bacoachi, formó parte tanto del partido como del Distrito de Arizpe. Y así se mantuvo hasta la actualidad.

## Geografía
El municipio se localiza entre los paralelos 30°27' y 30°54' de latitud norte y los meridianos 109°44'
y 110°50' de longitud oeste del meridiano de Greenwich; con una altura mínima de 950 metros sobre el nivel del mar y una máxima de 2,400. Limita al norte con el municipio de Cananea, al este con el de Fronteras, al sureste con el de Nacozari de García, y al sur y oeste con el de Arizpe. Tiene una superficie de 1231.69 km², que representa el 2.6% del total estatal y el 0.06% del nacional.

### Límites municipales
Tiene límites administrativos con los siguientes municipios según su ubicación:
| Noroeste: Cananea | Norte: Cananea | Nordeste: Fronteras         |
| Oeste: Arizpe     |                | Este: Fronteras             |
| Suroeste: Arizpe  | Sur: Arizpe    | Sureste: Nacozari de García |

### Clima
Bacoachi cuenta con un clima semiseco y templado, con una temperatura media máxima mensual de 27.3 °C, en los meses de julio a septiembre y una temperatura media mínima mensual de 9.1 °C de diciembre a febrero; la temperatura media anual de 17.7 °C; el período de lluvias se presenta en el verano en los meses de julio y agosto teniendo una precipitación media anual de 444 milímetros; se  presentan heladas de noviembre a marzo.

### Orografía e hidrografía
Su territorio tiene zonas accidentadas, zonas semiplanas y zonas planas, predominan las primeras por estar ubicado en la parte alta de la Sierra Madre Occidental, sobresalen las serranías Buenos Aires, Púrica, de Ajos y de Bavispe, la cual estas dos últimas fueron decretadas juntas en 1939 como Área Natural Protegida, como reserva forestal nacional y refugio de vida silvestre.
El único cuerpo de agua importante que atraviesa el territorio del municipio es el río Sonora procedente de la ciudad de Cananea. Al salir de su territorio entra al de Arizpe, en donde une sus aguas a las del río Bacanuchi.

### Flora y fauna
En casi toda el área del municipio se puede localizar vegetación tipo bosque, como el pino, encino y pequeñas porciones de matorral. En los límites con el municipio de Arizpe se encuentra pastizal inducido y pequeñas áreas de riego de agricultura.
La fauna del municipio la constituyen una gran variedad de especies, dentro de las que destacan por su importancia:
- Anfibios: sapo, rana;
- Reptiles: tortuga, camaleón, víbora de cascabel;
- Mamíferos: venado, jabalí, puma, liebre, conejo;
- Aves: tecolote, águila, codorniz, entre otros.

## Demografía
De acuerdo a los resultados del Censo de Población y Vivienda realizado en 2020 por el Instituto Nacional de Estadística y Geografía (INEGI), la población total del municipio es de 1475 habitantes; con una densidad poblacional de 1.197 hab/km², y ocupa el puesto 46° en el estado por orden de población. Del total de pobladores, 750 son hombres y 725 son mujeres. En 2020 había 842 viviendas, pero de estas 516 viviendas estaban habitadas, de las cuales 132 estaban bajo el cargo de una mujer. Del total de los habitantes, 5 personas mayores de 3 años (0.34% del total municipal) habla alguna lengua indígena; mientras que 3 habitantes (0.75%) se consideran afromexicanos o afrodescendientes.
El 91.59% del municipio pertenece a la religión católica, el 5.63% es cristiano evangélico/protestante o de alguna variante, mientras que el 2.78% no profesa ninguna religión.

### Educación y salud
Según el Censo de Población y Vivienda de 2020; 10 niños de entre 6 y 11 años (0.68% del total), 8 adolescentes de entre 12 y 14 años (0.54%), 54 adolescentes de entre 15 y 17 años (3.66%) y 28 jóvenes de entre 18 y 24 años (1.9%) no asisten a ninguna institución educativa. 35 habitantes de 15 años o más (2.37%) son analfabetas, 33 habitantes de 15 años o más (2.24%) no tienen ningún grado de escolaridad, 167 personas de 15 años o más (11.32%) lograron estudiar la primaria pero no la culminaron, 43 personas de 15 años o más (2.92%) iniciaron la secundaria sin terminarla, teniendo el municipio un grado de escolaridad de 8.11.
La cantidad de población que no está afiliada a un servicio de salud es de 209 personas, es decir, el 14.17% del total municipal, de lo contrario el 85.83% sí cuenta con un seguro médico ya sea público o privado. En el territorio, 135 personas (9.15%) tienen alguna discapacidad o límite motriz para realizar sus actividades diarias, mientras que 20 habitantes (1.36%) poseen algún problema o condición mental.

### Localidades
| Localidad                                              | Población |
| Total Municipio                                        | 1,475     |
| Bacoachi                                               | 1,036     |
| Unámichi                                               | 239       |
| Cañada de la Cruz (La Cruz)                            | 46        |
| Mututicachi                                            | 30        |
| Chaparaco Nuevo                                        | 13        |
| Bajío de Nuestra Señora de Guadalupe (Bajío Guadalupe) | 12        |

- Otras localidades pequeñas son: El Chaparaco (Chaparaco Viejo), La Janota, La Fundición (El Retiro), El Llano, Tepuverachi, El Bellotal, La Higuera, Los Nogales, El Pichababi, Las Pilas,  Las Cuatro Rosas, El Choyaqui, Los Coyotes, La Volanta, Los Janitos, La Morita, Ojo de Agua (Cascabel), El Pozo, El Cúmaro (La Vinata), Las Playitas, San Joaquín, entre otras.[11]

## Gobierno
La sede del gobierno se encuentra la cabecera municipal en el pueblo de Bacoachi, el ayuntamiento está integrado por un presidente municipal, un síndico, 3 regidores de mayoría relativa y 2 de representación proporcional, electos cada tres años.
El municipio forma parte del II Distrito Electoral Federal de Sonora con sede en a ciudad de Nogales, y del VI Distrito Electoral de Sonora con sede en Cananea.

### Cronología de presidentes municipales
| Período   | Presidente Municipal             | Partido Político                     |
| --------- | -------------------------------- | ------------------------------------ |
| 1952-1955 | Ramón Figueroa V.                | -                                    |
| 1955-1958 | Enrique Serrano T.               | -                                    |
| 1958-1961 | Ignacio Gudiño S.                | -                                    |
| 1961-1964 | Manuel Díaz Serrano              | -                                    |
| 1964-1967 | Gabriel del Río Álvarez          | -                                    |
| 1967-1970 | Fermín Contreras Ballesteros     | -                                    |
| 1970-1973 | Juan Miguel Gallegos B.          | -                                    |
| 1973-1976 | Daniel Denogean Avechuco         | -                                    |
| 1976-1979 | Reynaldo Peralta Gallegos        | -                                    |
| 1979-1982 | Rafael Gastelum Castro           | -                                    |
| 1982-1985 | Juan Manuel Gallego Ballesteros  | -                                    |
| 1985-1988 | Manuel Soto Rivera               | -                                    |
| 1988-1991 | Enrique Figueroa Urías           | Partido Revolucionario Institucional |
| 1991-1994 | Víctor Santa Cruz Salazar        | Partido Revolucionario Institucional |
| 1994-1997 | Manuel Peralta Vindiola          | Partido Revolucionario Institucional |
| 1997-2000 | Luis Gonzalo Gallego Ballesteros | Partido Revolucionario Institucional |
| 2000-2003 | Marcos Antonio Martínez Barrios  | Partido de la Revolución Democrática |
| 2003-2006 | Marco Antonio Ortiz Félix        | Partido de la Revolución Democrática |
| 2006-2009 | Luis Miguel Avechuco P.          | Partido Acción Nacional              |
| 2009-2012 | José Adolfo Salazar Espinoza     | Alianza PRI                          |
| 2012-2015 | María Enedina Díaz González      | Alianza PRI                          |
| 2015-2018 | José Adolfo Salazar Espinoza     | Coalición PRI, PVEM y Nueva Alianza  |
| 2018-2021 | Rigoberto González Pacheco       | Partido Revolucionario Institucional |
| 2021-2024 | Rosendo López Dávalos            | Partido de la Revolución Democrática |